# UHPH
El sistema de Homogeneización a Ultra Alta Presión, más conocido por sus siglas en inglés UHPH (Ultra High Pressure Homogenization), se trata de un equipo de homogeneización que trabaja a presiones más elevadas de las utilizadas en la homogeneización convencional, entre 300 y 400 MPa. 
Este realiza un tratamiento no térmico, que produce cambios funcionales de interés en el producto, utilizando altas presiones que aunque no utiliza sistemas de tratamiento térmico, durante un corto periodo de tiempo se pueden alcanzar elevadas temperaturas, debidas a los fenómenos que se producen en la válvula del homogeneizador, de material cerámico y de geometría específica. Estos fenómenos permiten obtener productos (alimentarios, farmacéuticos y cosméticos) de esterilización comercial y de mayor estabilidad física.

## Diferencia frente otros sistemas de homogeneización
Este proceso se basa en la impulsión de un fluido a una presión elevada superior a 200 MPa para impactar en una válvula que aplica fuerzas mecánicas como cavitación, turbulencia y cizalla, mientras que otros sistemas de homogeneización como la convencional o de alta presión hidrostática (HPP), que aplican altas presiones sobre los productos , y no deben ser confundidas, ya que el UHPH trabaja en continuo y las presiones utilizadas en los homogeneizadores convencionales están alrededor de los 18-60 MPa. Además, la alimentación del fluido al equipo se produce a la inversa que en la homogeneización convencional.
Por otro lado, a diferencia de otros sistemas de homogeneización, así como los que se basan en altas presiones hidrostáticas, el UHPH permite obtener un producto de esterilidad comercial, inactivando parcial o totalmente enzimas dependiendo de las condiciones aplicadas, y no hay utilización de grandes cantidades de agua, requiriendo un consumo de energía inferior a los tratamientos basados en HPP y térmicos.
Existen tratamientos de ultrahomogeneización con la finalidad de conseguir ultraemulsiones, pero que no tienen el efecto de esterilización y estabilización que tiene el sistema patentado. Este tipo de tratamientos se aplican en laboratorios, y a diferencia del UHPH no tienen la válvula y los intercambiadores de calor, ya que son elementos bajo patente a nivel internacional.

## Condiciones del equipo
El primer efecto que se produce sobre el producto al entrar en el equipo, es una ligera subida de la temperatura mediante el primer intercambiador de calor, hasta llegar a la temperatura de entrada deseada, en inglés “inlet temperature” (Ti), para el tratamiento. Una vez alcanzada la Ti, el producto entra desde la parte superior del pistón de la válvula, descendiendo hasta el asiento de la válvula y encontrándose con un pequeño espacio por el que pasar o “gap”. La presión aplicada sobre el fluido y la dificultad de paso de este por el "gap", es lo que produce los fenómenos característicos del UHPH.
Además de estos fenómenos, también se produce un momento de impacto térmico en el que la temperatura del fluido puede llegar sobre los 140 °C durante tan solo 0,02 s. debido a las fuerzas de cizalla, turbulencias, cavitación y la transformación de la energía cinética en calor, por el incremento de presión y la fricción. Este breve aumento de temperatura, puede verse reducido si se implanta un correcto sistema de refrigeración tras el paso por la válvula. Sin embargo, el choque térmico no es limitante en la destrucción de microorganismos, ni para producir cambios organolépticos y nutricionales significativos.
Posteriormente, debido a la expansión en la salida de la válvula se produce un descenso brusco de la temperatura, que además, se ajusta con la incorporación de un intercambiador de calor.
El diseño de la geometría de la válvula es muy importante de cara a los cambios o impactos que sufrirá el producto, y por tanto, de las características del producto final. Además, será determinante a la hora de diseñar el equipo, para que el material de la propia válvula pueda soportar las condiciones de trabajo.
Por otro lado, se ha visto que en la zona de la válvula de homogeneización pueden crearse zonas con remolinos y de recirculación del flujo, debido a un fenómeno de separación del fluido en la parte anterior del “gap”.
Según el tipo de producto o el tratamiento deseado, hay una gran variedad de tratamientos UHPH a aplicar modificando los valores de presión y Ti, obteniendo diferentes resultados en las características físicas, de calidad o higiene, tal y como muestran diversos estudios.

## Procesos
Los procesos dados en la válvula de homogeneización, son los principales causantes de los efectos que se producirán sobre los alimentos, como pueden ser la reducción del tamaño de partícula o la inactivación de microorganismos y enzimas.
Este fenómeno se produce en la válvula y depende de la presión aplicada, del espacio entre la válvula y el asiento, y la geometría de esta. La relación entre la presión aplicada y el fenómeno de cavitación es proporcionalmente directo, y se ha visto que es la válvula de homogeneización la que causa burbujas que, al colapsar, crean fuertes ondas de impacto, responsables de la rotura de las partículas y por tanto del efecto homogeneizador.
Por otro lado, la velocidad del flujo puede llegar a aumentar hasta los 250 m/s, debido al reducido espacio a la entrada de la válvula, por lo que se crea un alto gradiente de velocidad en la dirección del flujo. Este fenómeno produce un flujo elongacional que puede darse también en productos viscosos, deformando las partículas. Además, se crean fuerzas de cizalla que son más intensas cuanto más se deforman las partículas, por lo que contribuye a la deformación y/o rotura de éstas.
Las turbulencias creadas en la salida de la válvula, se incrementan cuando la presión es mayor, lo cual produce entre otros, fenómenos de recirculación o remolinos.

## Historia
Desde hace años los centros de investigación científica en tecnología alimentaria trabajan en técnicas que permitan obtener alimentos de mayor calidad, cumpliendo con los requisitos demandados por la industria en cuanto a seguridad alimentaria, estándares máximos de calidad, y productos procesados que permitan su conservación y distribución.  
Los productos UHPH, al igual que procesos térmicos como el UHT, obtienen productos estériles y conservables a temperatura ambiente, eludiendo el excesivo daño físico o químico que producen anteriores procesados térmicos como el UHT o la pasteurización.
En aplicación a la industria alimentaria, el sistema UHPH permite obtener productos de esterilidad comercial, estables en el tiempo y sin pérdidas en su calidad organoléptica entre otros aspectos.
En 2010 la Universidad Autónoma de Barcelona fruto de las investigaciones del CERPTA solicitó una patente que fue Transferida a la empresa Ypsicon Advanced Technologies S.L  y extendida y aprobada a la mayoría de países más importantes en la industria alimentaria y farmacéutica, como son Estados Unidos, China, Corea, Japón, Australia, India y México (patente global WO 2012010284 A2), y en la Unión Europea (EP 2 409 583 B1).
Ypsicon Advanced Technologies S.L ha desarrollado desde entonces en exclusiva esa patente, realizando un desarrollo de ingeniería que ha permitido que esos primeros prototipos de laboratorio y poco fiables se convirtieran en una opción  Industrial.  Eliminando los planteamientos originales hidráulicos del empleo de la alta presión, y rediseñando el planteamiento original hacia equipos más mecánicos y con nuevas válvulas y materiales que permitan su viabilidad y su escalabilidad.

## Efectos sobre los alimentos
A partir de los procesos producidos en la válvula, se pueden explicar los cambios producidos en los fluidos tratados por UHPH, que generalmente son leche, bebidas vegetales, zumos, vinos y mostos, y bebidas carbonatadas.
Entre los usos del UHPH más interesantes, además de la esterilidad y estabilidad del producto, se encuentran la preservación de aromas y sustancias nutritivas, y la posibilidad de crear nanoencapsulaciones que preserven y liberen continuamente aceites esenciales u otras sustancias de interés en alimentos enriquecidos.

### Cambios físicos

#### Reducción del tamaño de partícula
Igual que en otros sistemas de homogeneización, se produce una reducción del tamaño de partícula, aunque en este caso es más acentuado y puede llegar a reducirse hasta los 100-300 nm, mientras que en convencional se llega a tamaños de partícula de entre 100 y 300 μm.
Además, la disminución de tamaño de partícula también permite crear emulsiones más estables en el tiempo, por lo que se permite eliminar emulgentes y estabilizantes en la composición del alimento, tal y como se ha visto en recientes estudios en mayonesa.

##### Principales consecuencias en productos lácteos
Rotura del glóbulo graso con una disminución de su superficie de membrana nativa disponible para estabilizarlos, por lo que este es más susceptible la oxidación de sus triglicéridos por la lipoproteinlipasa (LPL) propia de la leche, que puede actuar desde tan sólo cinco minutos después de la rotura del glóbulo. Aun así, esto no llega a ocurrir en tratamientos con UHPH, ya que esta enzima queda inactivada, evitando la necesidad de aplicar un leve tratamiento térmico antes o después de la homogeneización para desactivarla. Por otra parte, la estabilidad del glóbulo graso apenas se ve afectada, ya que la falta de membrana nativa se ve compensada por la adhesión de micelas y submicelas de caseína y de proteínas séricas sobre la superficie del glóbulo, por lo que se crea una nueva membrana estable y con una mayor interacción con los elementos, que proporcionará una mayor facilidad de formar de geles y de retener agua.
Finalmente, se produce también la rotura parcial de las micelas de caseína, aunque no llegan a degradarse, por lo que hay una mayor estabilidad debida al aumento de las interacciones intermoleculares.

#### Encapsulación
El sistema permite la creación de nanoencapsulaciones, que permite la emulsificación de aceites esenciales con polímeros, siendo útil para utilizarlos como antioxidantes y/o agentes antimicrobianos, ya que actúan como inhibidores de crecimiento. Además, esta presentación de los aceites esenciales es la que muestra mejores resultados en cuanto a efectividad, comparado con el uso en envasado activo que resultaba problemático. Por otro lado, la nanoencapsulación de estos componentes evita los cambios organolépticos en el producto, ya que los aceites esenciales suelen ser muy fuertes si no se desodorizan.
Al permitir una liberación progresiva de los componentes, las propiedades antimicrobianas se ven incrementadas, se incrementa por tanto su biodisponibilidad y protege a los propios aceites de los agentes externos de oxidaciones u otros factores de degradación.
Estas propiedades permiten que haya numerosas posibilidades que no sólo son aplicables en la industria alimentaria, cuando se quieren aplicar agentes o componentes antimicrobianos a los productos, o bien para enriquecer nutricionalmente alimentos.

#### Enzimas
En cuanto a enzimas, se ha visto que la inactivación de éstas es total o parcial, lo cual es beneficioso en algunos casos como en la leche, ya que con la inactivación de la LPL evitamos la autooxidación de los triglicéridos de los glóbulos grasos que se han roto.  
La proteólisis causada por la plasmina y las bacterias psicrótrofas supervivientes a los tratamientos térmicos, pueden dar lugar a defectos sensoriales en leches estériles durante su almacenamiento. Estos defectos pueden ser sabores amargantes y astringentes, debidos a la hidrólisis de la 𝛽- y ⍺s2-caseína, y más lentamente por la hidrólisis de la ⍺s1-caseína.  En el caso de leches tratadas por UHPH, debido a la inactivación de la plasmina y bacterias psicrótrofas, estos procesos no se llevan a cabo, por lo que este deja de ser un factor determinante en el establecimiento de la vida útil. Además de la plasmina y la LPL, se ha estudiado la inactivación de otras enzimas importantes en la leche, como la fosfatasa alcalina (indicadora de daño térmico) y la lactoperoxidasa (LP). Por lo general, la inactivación de enzimas es mayor en leche entera que en desnatada, siendo casi completa en el primer caso y menor al 50% en la mayoría de casos en leche desnatada. La diferencia entre la inactivación en leche entera y desnatada es muy marcada, ya que el efecto de la grasa es sinérgico con los efectos producidos durante el tratamiento con UHPH, produciendo así una mayor inactivación enzimática. 

#### Organoléptica
Generalmente, los productos tratados con UHPH no muestran una diferencia significativa respecto al producto original, de las características organolépticas a nivel sensorial, aunque instrumentalmente se ha demostrado cierta diferencia. Esto se debe a que el producto no se somete a ningún tratamiento térmico que pueda dañar las propiedades organolépticas ni nutricionales del producto original.  En cuanto a sabor, en las leches tratadas por UHPH se observó un menor sabor a cocido de la leche, y de sabor salado que en leches UHT.
A nivel instrumental se ha podido demostrar que hay un aumento de la luminosidad de la leche (medidas de color con CIE-LAB), lo cual es debido a un aumento de la dispersión de la luz por el mayor número de partículas en suspensión, que son de menor tamaño.  
En cuanto a la viscosidad o sensación en boca de los productos, tampoco se han observado cambios significativos a nivel sensorial, pero sí un aumento en la viscosidad en lecturas instrumentales, debido a la formación de agregados de glóbulos grasos y proteínas por el aumento de interacciones intermoleculares.  
Finalmente, en recientes estudios se ha trabajado con la posibilidad de sustituir el tratamiento con sulfitos de los vinos por el tratamiento UHPH, de manera que se pueda eliminar la microbiota salvaje presente en este naturalmente, para realizar una correcta fermentación con los cultivos o “starters” deseados y que mantengan las propiedades organolépticas del mosto original.

### Perfil nutricional
Generalmente, los estudios sobre diferentes productos como zumos de frutas o leche, han concluido que la pérdida nutricional es mucho menor que en tratamientos térmicos, debido a la ausencia de un fuerte impacto térmico.
Según estudios sobre la desactivación de vitaminas en leche, las liposolubles (retinol y ⍺-tocoferol) muestran una mayor resistencia a los tratamientos que las hidrosolubles, mostrando cambios en su concentración después del tratamiento con UHPH, pasteurizador y UHT, muy ligeros o nulos respecto a la leche cruda. Hay pequeñas diferencias entre los valores obtenidos en tratamientos con UHPH y los térmicos, aunque sí que se puede ver que en UHPH las concentraciones de vitaminas que resisten el tratamiento son siempre mayores.
Uno de los valores más significativos o con mayor diferencia, es la vitamina C, ya que la reducción de su contenido en tratamientos térmicos es de aproximadamente del 50%, mientras que en UHPH la reducción no llega al 20%. De esta manera, se puede destacar la baja desactivación de esta vitamina, que además se reflejará en una menor destrucción de ácido fólico, ya que la vitamina C actúa como protector de este.
Como conclusión, podemos aplicar tratamientos equivalentes a una pasteurización (300 MPa, Ti=45 °C) que mantengan las propiedades nutricionales casi intactas del producto original o crudo, o bien aplicar un tratamiento más fuerte (300 MPa, Ti=85 °C) que sea equivalente a una esterilización como la de UHT, pero con pérdidas de vitaminas similares a estos tratamientos térmicos.

### Cambios microbiológicos
Los tratamientos con UHPH pueden llegar a ser equivalentes al tratamiento por UHT, en cuanto a esterilidad, ya que se produce inactivación de esporas y enzimas, pero con un menor impacto en el producto en cuanto a daños estructurales, cambios organolépticos y contenido nutricional. La combinación de presión y temperatura será esencial en el efecto de reducción de microorganismos, ya que además son sinérgicos. 
El proceso de inactivación de microorganismos se determina por los fenómenos mecánicos en la válvula de homogeneización, y no por el aumento de temperatura en esta, ya que el breve choque térmico no es suficiente para inactivar los microorganismos. En cambio, al aumentar la temperatura de entrada se potencia la reducción de microorganismos, ya que se potencian los fenómenos mecánicos que se dan en la válvula, como son la elongación, fuerzas de cizalla, cavitación y choques a alta velocidad, fenómenos que provocan la rotura de la membrana microbiana.
En diversos estudios se han realizado recuentos de bacterias, generalmente en leche, sobre bacterias totales, lactobacilos y lactococos, Pseudomonas spp., esporas totales, coliformes, enterococos, Listeria monocytogenes y bacterias psicrótrofas. En el caso de lactobacilos y lactococos, aunque estos últimos son más resistentes a los tratamientos, ambos se redujeron bajo el límite de detección. Los coliformes son un índice de contaminación en alimentos que indican deficiencias en la buena manipulación de los alimentos, los equipos e instalaciones, la recolección y el ordeñado de la leche entre otros. Este grupo también se redujo bajo el límite de detección. 
Aunque Staphylococcus aureus se considera un patógeno baroresistente (resistente a las altas presiones), se ha visto una inactivación total de este patógeno.
Listeria innocua, Micrococcus luteus y Pseudomonas fluorescens se evaluaron en leche cruda, para la determinación de la reducción de éstos con el tratamiento UHPH a 100 y 300 MPa a 24 °C, teniendo resultados también por debajo del límite de detección. En leche de soja tratada a 200 y 300 MPa, los recuentos de bacterias totales, esporas y enterobacterias se redujeron hasta valores similares a los de los tratamientos térmicos. Generalmente, se ha comprobado que la reducción de múltiples microorganismos con el sistema UHPH, es efectivo en una gran variedad de productos como zumos de naranja, uva y manzana, néctar de mango y cerveza.
Los parámetros de inactivación son variables según el producto y los diferentes microorganismos estudiados, aunque por lo general, bajo los 200 MPa o temperatura de entrada de 85 °C, hay cierta supervivencia microbiana (aproximadamente 5 UFC/mL). 
Finalmente, en recientes estudios se ha comprobado que el contenido graso del producto aumenta la temperatura máxima alcanzada durante el tratamiento UHPH, contribuyendo así a su efecto letal sobre las bacterias.

### Vida útil
La vida útil de los productos tratados con UHPH puede ser similar a los tratados térmicamente por pasteurización convencional o UHT, es decir, de entre 6 y 8 meses. En leche, la vida útil puede ser determinada entre otros factores, por la proteólisis causada por enzimas propias como la plasmina, o por las sintetizadas por bacterias psicrótrofas resistentes a los tratamientos térmicos. Por ese motivo, las leches enteras tratadas por UHPH pueden prolongar su vida útil, hasta los 14 y 21 días.
Bebidas de soja tratadas por UHPH y envasadas asépticamente, muestran periodos de vida útil por la ausencia de crecimiento microbiano de hasta seis meses, en almacenamiento a temperatura ambiente. 
En zumos de frutas, la vida útil se extiende hasta 28 días a 4 °C, manteniendo las propiedades organolépticas, y hasta los dos meses sin crecimiento microbiano durante el almacenado. En cambio, si se realiza un envasado aséptico, la vida útil puede alargarse hasta los 21 meses si se almacena refrigerado. 
Por tanto, el aumento de la vida útil de los productos mediante UHPH, evita la necesidad de aditivos conservantes o estabilizantes, que dependiendo de la intensidad de tratamiento tampoco será necesario refrigerar, por lo que la distribución se hace más fácil de gestionar.

## Ventajas e inconvenientes

### Inconvenientes
La inactivación total de enzimas puede no ser beneficiosa en el caso de la lactoperoxidasa (LP), ya que en leche puede actuar como antimicrobiano.  Aun así, la inactivación de esta enzima puede ser parcial, por lo que los efectos de esterilidad del UHPH se ven incrementados.
Por otro lado, puede darse una menor eficiencia en los procesos de maduración de quesos, ya que en leches tratadas por UHPH los geles formados retienen una mayor cantidad de agua ligada químicamente, por lo que la eliminación de esta durante el curado o maduración puede verse dificultada. Aun así, hay estudios en proceso que muestran resultados favorables en la elaboración de este tipo de productos.
Por el momento, los equipos de UHPH trabajan con fluidos no viscosos, ya que las condiciones a soportar por el equipo y sobre todo por el material de la válvula, son muy extremas, por lo que se podría limitar su aplicación en los diferentes productos del mercado. Por ese motivo, actualmente se están llevando a cabo estudios para el tratamiento de productos más viscosos como los vistos en mayonesa, con resultados favorables.

### Ventajas
A pesar de los inconvenientes, el sistema UHPH tiene muchos otros beneficios, por lo que sigue siendo interesante por sus efectos en los alimentos y por los reducidos costes en instalaciones y maquinaria. Además genera menores efluentes de agua durante el procesado, un menor consumo energético que puede llegar a ser hasta la mitad que en HPP, y un 8-20% menor que en UHT en función de la presión aplicada. Por otro lado, el coste del equipo supone una tercera parte respecto la HPP, y un menor coste de mantenimiento, además de la posibilidad de trabajar con bebidas carbonatadas, ya que por ejemplo en HPP el CO2 colapsa.
En cuanto a la aplicación en leches para la producción de quesos frescos y yogures, el tratamiento UHPH puede aumentar su eficiencia en la etapa de coagulación, ya que se crea una mayor interacción entre las moléculas de agua y  las partículas de la leche, aumentando así la retención de agua, ya que se encuentra ligada químicamente, además de atrapada físicamente. De esta manera, se obtienen quesos frescos o yogures con una mayor vida útil en el mercado por una menor tendencia en perder suero.
Comparado con la pasteurización, las leches tratadas por UHPH sufren menos reacciones de Maillard, desnaturalización de las proteínas del suero y no presentan isomerización de la lactosa, y en el caso de las bebidas de soja, también se ha visto una reducción en la desnaturalización de las proteínas.  
Finalmente, se ha observado que en zumo de manzana pasteurizado las concentraciones de hidroximetilfurfural (HMF), indicador de daño térmico, era unas 200 veces mayor que en el producto crudo o el tratado por UHPH.

## Aplicaciones futuras
Debido a los diferentes beneficios mencionados anteriormente, es interesante considerar al sistema UHPH como una opción en el tratamiento de alimentos, ya que además de obtener un producto más seguro al aplicar tratamientos equivalentes a una pasteurización o esterilización, el contenido nutricional es más similar al producto crudo que al tratado térmicamente, y sin cambios significativos en la organoléptica.
Tratando los productos con UHPH, podemos obtener productos en el mercado con un precio similar o incluso menor que los actuales, por la reducción de costes mencionada anteriormente. Además, estaremos cumpliendo las expectativas del consumidor en cuanto a sabor, olor y calidad nutricional, reduciendo la lista de aditivos y aumentando su vida útil en el mercado.
Por tanto, en un futuro se podrían encontrar gran variedad de productos tratados por UHPH que no solo sean líquidos, sino también viscosos como las salsas, y también fuera del ámbito de la alimentación, como son la farmacéutica y la estética.